# Dysschema fanatica
Dysschema fanatica là một loài bướm đêm thuộc phân họ Arctiinae, họ Erebidae.